# Francisco I. Madero, Matamoros
Francisco I. Madero är en ort i Mexiko.   Den ligger i kommunen Matamoros och delstaten Tamaulipas, i den östra delen av landet, 700 km norr om huvudstaden Mexico City. Francisco I. Madero ligger 10 meter över havet och antalet invånare är 419.
Terrängen runt Francisco I. Madero är mycket platt. Runt Francisco I. Madero är det ganska tätbefolkat, med 134 invånare per kvadratkilometer. Francisco I. Madero är det största samhället i trakten. Trakten runt Francisco I. Madero består till största delen av jordbruksmark.